# (21621) Sherman
(21621) Sherman (1999 KR4) – planetoida z pasa głównego asteroid okrążająca Słońce w ciągu 3,71 lat w średniej odległości 2,4 j.a. Odkryta 20 maja 1999 roku.